# Лобова, Тамара Григорьевна
Тамара Григорьевна Ло́бова (4 [17] ноября 1911, Погар, Черниговская губерния — 15 ноября 2007) — советский кинооператор. Заслуженный деятель искусств РСФСР (1969). Лауреат Сталинской премии второй степени (1951). Член ВКП(б) с 1940 года.

## Биография
Т. Г. Лобова родилась 4 (17) ноября 1911 года в городе Погар (ныне пгт в Брянской области).
В 1931 году окончила операторский факультет Ленинградского кинофототехникума, в 1952 году — ВГИК. В 1934—1941 и 1943—1951 годах — на киностудии «Мосфильм», в 1941—1943 годах — на Тбилисской киностудии. Работала с В. И. Пудовкиным. С 1946 года преподаёт во ВГИКе, с 1961 — доцент кафедры операторского мастерства. Среди учеников В. К. Дербенёв, Ф. Б. Добронравов, М. М. Пилихина.
Муж — А. Д. Головня.
Т. Г. Лобова умерла 15 ноября 2007 года. Похоронена на Донском кладбище, рядом с мужем.

## Фильмография
- 1934 — Самый грязный (к/м)
- 1935 — Без ошибки
- 1938 — Руслан и Людмила (с Н. С. Ренковым, А. Приезжевым, П. Маланичевым)
- 1939 — Минин и Пожарский
- 1944 — Свадьба (с Ю. И. Екельчиком)
- 1954 — Стрекоза
- 1961 — Сердце не прощает

совместно с А. Д. Головнёй
- 1939 — Минин и Пожарский
- 1940 — Суворов
- 1941 — Боевой киносборник № 6 (киноновелла «Пир в Жирмунке»)
- 1942 — Неуловимый Ян
- 1946 — Адмирал Нахимов
- 1950 — Жуковский

## Награды и премии
- Сталинская премия второй степени (1951) — за съёмки фильма «Жуковский» (1950)
- Заслуженный деятель искусств РСФСР (1969)

## Сочинения
- Головня А. Д. Мастерство кинооператора. — М., 1965.